# Dichotomyctere erythrotaenia
El Dichotomyctere erythrotaenia es una especie de pez actinopeterigio de agua dulce, de la familia de los tetraodóntidos.

## Morfología
Con el cuerpo típico de los peces globo de agua dulce de su familia, la longitud máxima descrita fue de un macho de 8'5 cm. No tienen espinas en las aletas, con 7 a 8 radios blandos en la aleta dorsal y 8 en la aleta anal.

## Distribución y hábitat
Se distribuye por ríos y lagos de Indonesia y Papúa Nueva Guinea. Habitan en aguas dulces y salobres, tropicales, de comportamiento demersal, Aparece en arroyos y ríos de marea, muy común en algunas áreas de manglares.